# هاکوب کازازیان پاشا
هاکوب کازازیان پاشا (ارمنی: Հագոբ Կազազյան փաշա؛ زاده ۱۸۳۱ – ۱۸۹۱) کارمند عالی رتبه ارمنی‌تبار اهل امپراتوری عثمانی که در دوران حکومت عبدالحمید دوم به عنوان وزیر دارایی و سپس وزیر خزانه‌داری امپراتوری عثمانی خدمت نموده است.